# زاك ماذرز
زاك ماذرز (بالإنجليزية: Zach Mathers)‏ هو لاعب كرة قدم أمريكي في مركز الوسط، ولد في 14 أبريل 1994 في فورت وورث في الولايات المتحدة. لعب مع تاكوما ديفنس.